# 刘亚雄
刘亚雄（1901年—1988年），又名刘静升、刘名劬，山西兴县人，中国政治人物。刘少白之女，陈原道之妻。

## 生平
刘亚雄生于山西兴县黑峪口村。1919年，毕业于太原女子师范学校。1923年，求学于北京国立女子师范大学，参与学生运动。此后由由中共中央北方局保送到苏联莫斯科中山大学。此后回国负责北平地下党工作，后被捕。此后经营救出狱，组建并参加山西牺盟会、山西青年抗敌决死队第一纵队。第二次国共内战期间，其赶赴东北，担任双辽市委书记、沈阳市军管会成员兼沈阳市委委员等职位。中华人民共和国成立后，担任过中共长春市委第一任书记、中国劳动部副部长、中央监委委员等职。文化大革命期间遭受迫害。